# Capilla de San José (Catedral de Orense)
La Capilla de San José es una obra realizada por Pedro Gómez de la Sierra hacia 1630. Está ubicada en la Catedral de Orense (Galicia, España).

## Historia

### Deambulatorio
La construcción del deambulatorio de la seo, en cuyo extremo norte se encuentra la capilla, supuso la modificación del triple ábside original del testero, obra imprescindible para la yuxtaposición de esta área del templo. El principal cometido de dicha labor fue la instalación de una serie de capillas así como de ventanales en la sección superior para dotar de iluminación a la girola, todo ello acorde a la traza de Simón de Monesterio, cuya muerte en 1624 supuso la paralización de las obras, las cuales serían retomadas en 1626 por los maestros Alonso Rodríguez, Gonzalo Baquero, Juan de Solaeza y Andrés Lorenzo, concluyendo entre 1630 y 1633 con Pedro Gómez de la Sierra y Rodrigo de la Hoz.: 43  Esta labor, además de variar por completo la primitiva planta de la catedral y de provocar la total e irreparable destrucción de la antigua cabecera (pérdida lamentada por Manuel Sánchez Arteaga), no buscó armonizar la arquitectura manierista con la románica original de los siglos xii y xiii.: 101  Inicialmente estaba proyectada la construcción en esta parte de un pequeño recinto circunvalado, destinado a atrio o claustro, que se iba a extender un poco más allá de la cabecera; este espacio recibía el nombre del santo patrón de la seo, San Martín, y en él fueron sepultados numerosos prebendados, varios de los cuales contaban con monumentos o sarcófagos, albergando el resto simples lápidas con inscripciones.: 102 
En el cabildo celebrado el 15 de junio de 1615 se acordó la construcción del deambulatorio, disponiéndose cédulas en todas las partes donde hubiese oficiales con el fin de que fuesen convocados para ajustar la obra. El 18 de mayo de 1618, ante el escribano Gregorio López de Cárdenas, se otorgó la escritura de contrato entre el cabildo y Monesterio, fijándose el precio en 7400 ducados. Las obras comenzaron en 1620, año en que fueron demolidas las capillas absidales menores, dedicadas la del norte a los santos Facundo y Primitivo (anteriormente al papa San Eleuterio) y la del sur a Santa Eufemia, la cual fungía como parroquia y fue en consecuencia trasladada a la Capilla de San Juan, si bien las reliquias de la mártir permanecieron en el sarcófago original, situado en el paramento exterior sur de la capilla mayor, frente a la sacristía, mientras que las reliquias de los santos Facundo y Primitivo se dejaron en los lucillos correspondientes: uno en lo alto del muro situado junto a la puerta lateral norte de la capilla mayor y el otro en el paramento exterior sur de la Capilla del Santo Cristo (los restos de los tres mártires serían trasladados el 23 de junio de 1720 a su emplazamiento actual por disposición del obispo Juan Muñoz de la Cueva).: 102  Cinco de las siete capillas de la girola fueron levantadas siguiendo un mismo diseño, motivo por el que arquitectónicamente son idénticas y tan solo se diferencian en la decoración; las otras dos, ubicadas en los extremos y dedicadas respectivamente a San José (antes a la Anunciación) y a San Antonio, constituyen realmente arcosolios, motivo por el que son diferentes de las cinco capillas restantes además de poseer unas dimensiones mucho menores.

### Capilla

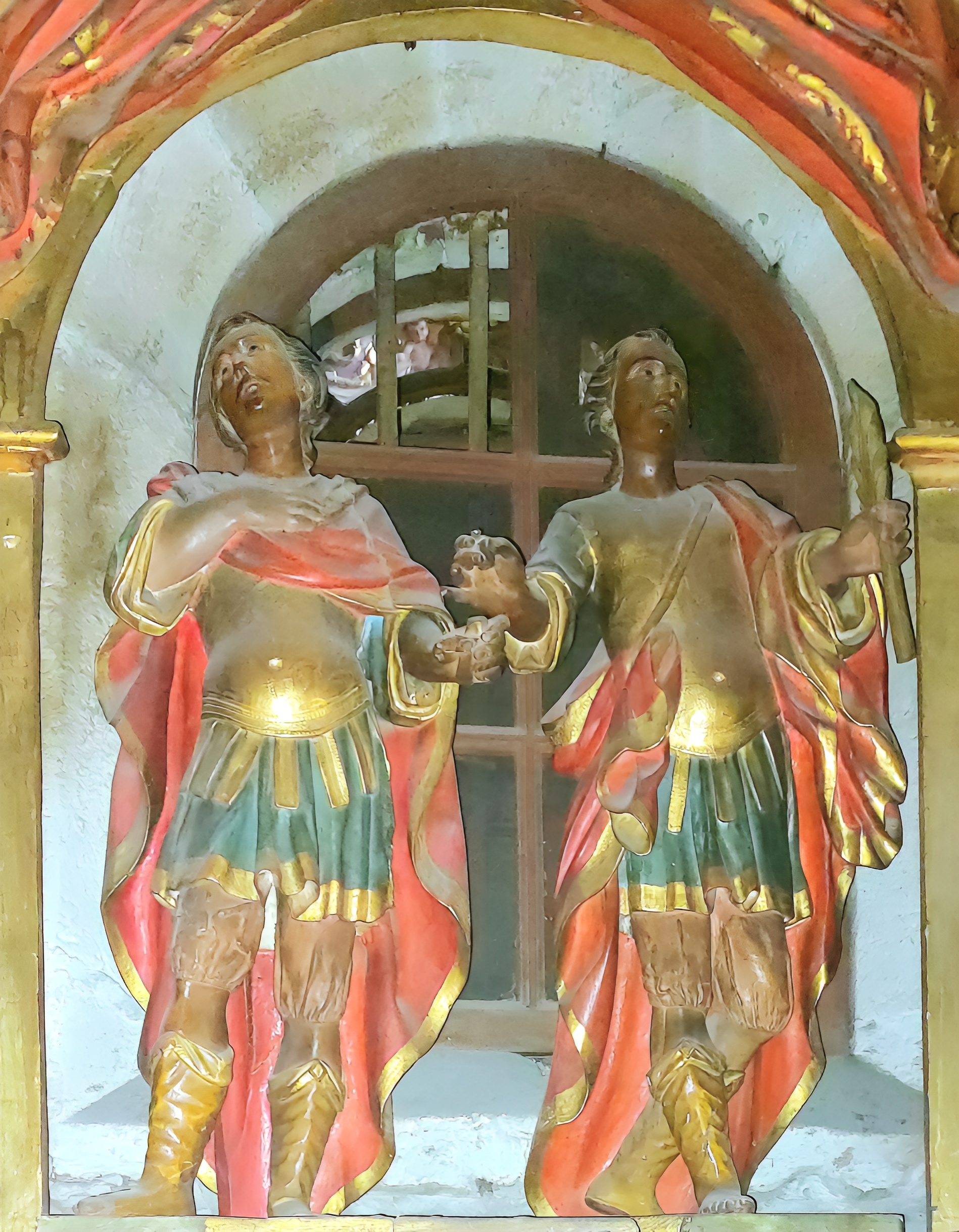
Transparente del retablo de los santos Facundo y Primitivo (1720), por José González. Detrás de las imágenes, protegida por un cristal, se encuentra una urna con los restos de ambos mártires.

Antes de que concluyese la construcción del deambulatorio, la familia Boán solicitó al cabildo la venta de un solar en el extremo norte de la girola con el fin de edificar allí una capilla; aceptada la propuesta, el terreno fue enajenado el 5 de julio de 1629 por el cabildo, mediante escritura ante Gregorio López de Cárdenas, a Pedro Fernández de Boán y Landecho, dueño del pazo de San Damián en Fontefría y de un mayorazgo que «casi excedía en renta a la de la Mitra de Orense»,: 118 : 79  constando en la escritura de venta que lo que se enajenó fue «el arco del trascoro que está en la pared de la capilla del Santo Cristo, arriba del entierro de Don Juan de Deza, Arcediano de Búbal, para que en dicho arco pueda hacer sus entierros, poner armas, bustos y situar misa con dote conveniente [...] y le venden todas las sepulturas que están desde frente de dicho arco hasta la pared del trascoro, de pilastra a pilastra [...] todo por precio y cuantía de cuatrocientos ducados de a once reales».: 118  Esta fue la primera venta que el cabildo efectuó de una de las parcelas del deambulatorio, además de ser la única capilla de la girola que fue vendida sin haber sido aún construida, labor que el propio Boán encomendó a de la Sierra, prestigioso maestro de arquitectura, siendo a mayores la primera de las capillas en levantarse; la prisa de la familia Boán por la compra de esta zona,: 79–80  la cual el propio Pedro terminaría de pagar el 14 de febrero de 1634,: 118  tenía que ver no tanto con erigir un espacio dedicado al culto en la catedral sino con la adquisición de ese solar en concreto lo antes posible dada su estratégica ubicación ya que el mismo se halla situado respectivamente delante y al lado de los sarcófagos que inicialmente albergaron los cuerpos de los santos Facundo y Primitivo (tras el traslado los restos fueron reubicados en un retablo situado justo enfrente). Pese a que los Boán contaban con una capilla funeraria en la Iglesia de San Juan de Abruciños, esta familia se empeñó en disponer de un espacio sepulcral en la seo cercano a las reliquias de los dos mártires el cual, sin embargo, no tenía pensado destinar a enterramientos; el motivo de este empecinamiento aparece registrado en la Historia de Don Servando, un cronicón donde se indica que los Boán eran descendientes de ambos santos:: 79–80 

Na era de CLVII foe eligido po Emperador Adriano [...] En seu tempo, martrizaronse istos Santos [...] S. Segundo Pay dos soldados Facundo e Primitivo, que padeceu martirio na persecuzon de Adriano: padeceu en Astasia Cobaira. Esta sepulcrado nunha Arca de pedra. Ista Astasia esta arriba do Castro Fagund no pago de Vosaria arriba do rio Cea, que vay á Ribadavia [...]/ en esta ciudad/ de Astasia de Galiza onde foe nascido S. Marcelo Centurion [...]/[...]/, Dioclesiano e Maximiniano XXXIII. Emperadores na era CCCXXV, tremeu a terra, e oubo cousas de muyta maravilla [...] e foron matrizados san Facundo, San Primitivo, filhos de san Segundo e Primitiva irmaa de San Marcelo [...] E toudos os que escriben que san Facundo e Primitivo sonfilhos de san Marcelo e Nonia, erran, porque soamente saon seno sobrinhos [...] Eu Servando vi istos de Galiza toudos enteiros nos moementos. Eu Don Pedro tamben os vi enteiros [...].

Este Senhorio/ se refiere a Astasia Cobaira/ foe segun acho escripto dunha Senhora chamada Marcia Nunez, que era dos Marcelos, onde descendeu San Marcelo, e Primitiva Marcelo mulher de San Segundo. Aquela foe casada con un Cavaleiro Gentil chamado Ferrando que era regulo en Galiza po los Emperadores e tinha muitas terras ca era Senhor dos Arcos dasua dasma. E distos descenden os Ferrandez de Temes e Buan bonos homes fidalgos, e recibiu / Ferrando / a Fe do Apostolo Santiago nos seus Pazos; e foe de seus discipulos [...].: 78–80 

En consonancia con lo anterior, José Hervella Vázquez, Ramón Yzquierdo Perrín y Miguel Ángel González García justifican la compra de este espacio catedralicio alegando las ansias de notoriedad de los Boán y el proceso de ennoblecimiento de su linaje. El comprador era hijo de Pedro Fernández de Boán, escribano de Melias y sobrino de Juan Fernández de Boán, oidor de la ciudad de Lima, quien llegó a ser virrey del Perú. De acuerdo con la biografía de los Boán redactada por Xesús Ferro Couselo:: 118   

[…] a comienzos del siglo xvii se establece en Orense una familia que parecía principal por sus relaciones y su riqueza […]. En la Praza do Ferro […] comenzó a levantarse un palacio que había de decorarse nada menos que con cuatro hermosos escudos, en uno de los cuales lucía el Sol de Perú, símbolo de la nueva prosapia labrada en tierras del imperio […] la curiosidad junto con la maledicencia comenzó a rondar en torno a aquella casa […]. Para unos se decía que su dueño Don Pedro Fernández de Boán y Landecho arrogante y pendenciero, con ínfulas de erudito y leguleyo, era nieto de clérigos e hijo de escribano […]. Otros hablaban de un tío que había sido Oidor o Virrey en el Perú y que de aquí arrancaba tanto sus pergaminos como su riqueza […]. La verdad entera no se ha sabido nunca. ¡Buen cuidado tuvieron los Boán de embrollar la historia de sus orígenes, para así hacer más esplendente su linaje!: 118 

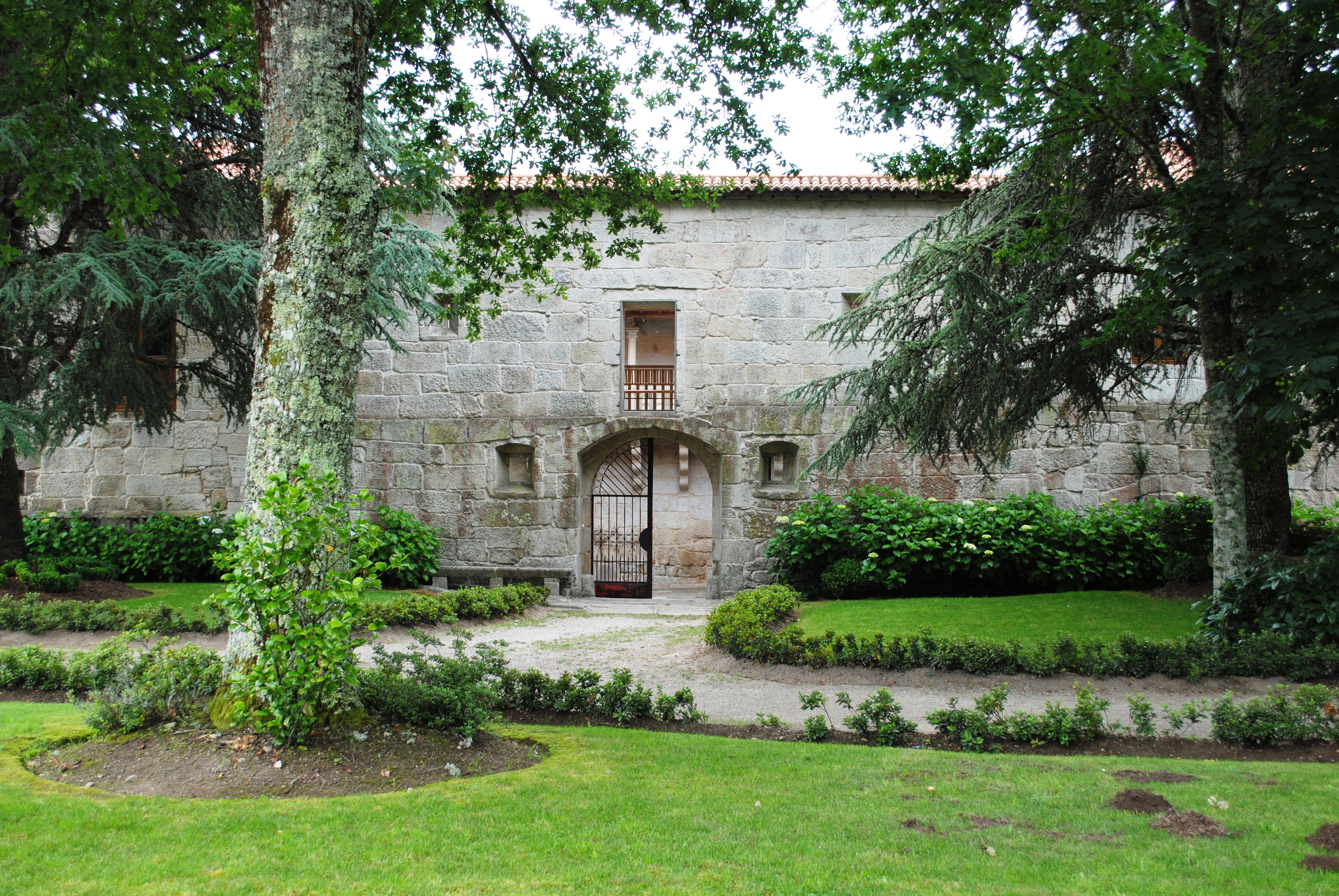
Pazo de San Damián. Fontefría (Amoeiro, Orense).

La estirpe familiar comienza con Fernando de Boán, cura de San Juan de Abruciños en 1560; pese a su condición, era padre de seis hijos, los cuales vivían con su madre en la casa familiar, la Pousa de Cacabelos, ubicada entre Abruciños y Fontefría, aunque perteneciente a esta última parroquia. De estos seis vástagos sobresalieron dos: Juan y Pedro. El primero entró al servicio de los condes de Lemos y Andrade, quienes terminarían convirtiéndose en valedores de los Boán. Una vez finalizados sus estudios como colegial en Fonseca, habiendo obtenido el grado de bachiller en cánones y leyes, se matriculó en Salamanca, donde en 1548 opositó a la cátedra de decretales. Pese a haberse visto inmiscuido en varias polémicas, entre ellas peleas y anulaciones en la oposición, gracias al apoyo de los condes y, probablemente, de los profesores gallegos que en ese momento formaban parte de su claustro universitario, Juan consiguió sus propósitos. Al ser la cátedra cuatrienal, estaba en la obligación de renovarla por oposición, lo que le llevaría a perderla, revés que compensó al ser nombrado oidor en la Real Audiencia de Lima gracias al apoyo del conde de Lemos y del arzobispo de Sevilla Rodrigo de Castro.: 118   
El 10 de febrero de 1606 se produjo el fallecimiento del virrey del Perú Gaspar de Zúñiga, conde de Monterrey; para ese entonces Juan ostentaba el cargo de decano de la Real Audiencia a causa de la enfermedad y posterior muerte de su titular. La legislación exigía que las funciones de virrey recayesen en el decano hasta el nombramiento de un sucesor, lo que derivaría en el nombramiento de Juan como virrey del Perú el 16 de febrero de 1607, título que perdería el 21 de diciembre con el nombramiento de Juan de Mendoza y Luna, marqués de Montesclaros. Juan, deseoso de regresar a España, solicitó a sus valedores el nombramiento de oidor en el Consejo de Indias, favor que obtendría en 1614. Debido a la dificultosa travesía que tuvo que enfrentar a su regreso, redactó testamento, documento de gran valor que permite conocer que estaba casado con Damiana de Landecho y Asolo, con quien no llegó a procrear hijos, si bien, fruto de un amor de juventud, concibió una hija de nombre Josefa Damiana, a quien su esposa adoptó y dio sus apellidos; nombrada heredera universal de sus bienes a condición de que se desposase con Pedro, hijo de su hermano del mismo nombre, el enlace, previa dispensa, se celebró el 8 de septiembre de 1616, abandonando Pedro desde ese instante sus estudios en el Colegio de la Compañía de Monforte de Lemos, donde había obtenido el grado en teología, con el fin de hacerse cargo de su mayorazgo.: 118 
Obsesionado con ennoblecer su linaje, Pedro procedió a reedificar la Pousa de Cacabelos para convertirla en el pazo de San Damián de Buena Vista, además de pleitear con el Monasterio de San Clodio, el cabildo catedralicio, el  Monasterio de Santa María la Real de Osera y la Colegiata de Santa María del Sar para adquirir la jurisdicción del coto de Abruciños. Consiguió la jurisdicción de los cotos de Rouzós, Loureiro y Fontefría, logrando a mayores vestir el hábito de Santiago tras una ardua lucha y asistido siempre por los condes de Lemos. Sumado a lo anterior, obtuvo por compra de Lope Varela y Andrade una de las regidurías de Orense, mientras que a su vez, cumpliendo con una de las cláusulas del testamento de su tío Juan, terminó de construir la Capilla de Nuestra Señora de la Merced en Abruciños, templo que ostenta los escudos heráldicos de la familia, además de ser el lugar de entierro tanto de Pedro como de sus descendientes. Este afán de ennoblecer su linaje fue sin lugar a dudas el motivo que llevó a Pedro a querer adquirir un espacio en la catedral, lugar donde se hallan las sepulturas de ilustres familias orensanas, teniendo la Historia de Don Servando un papel primordial en este proceso ya que la misma determinó el punto exacto en que Pedro debía levantar su capilla.: 118  El hecho de que esta área de la seo no estaba destinada a acoger sepulturas, al menos con carácter perpetuo, queda constatado en el testamento de Josefa Damiana, documento fechado en 1654 y contenido en el protocolo de Jerónimo López:

Item digo que si Dios fuere servido llevarme de esta vida, que mi cuerpo se amortaje en el hábito de Nuestro Padre San Francisco [...] y que me depositen en la Capilla que tengo en la Catedral de esta ciudad, en donde está depositado el cuerpo de dicho Don Pedro, mi Señor y marido y de allí trasladado a la capilla que tiene mi Casa en la Iglesia de San Juan de Abruciños y que se me traslade juntamente con los huesos de mi marido.: 119 

Pese a los datos contenidos en la Historia de Don Servando y a la férrea defensa de los mismos por parte de Pedro y también de Juan, autor de una disertación al respecto, ya en el siglo xviii el linaje de los Boán fue puesto en tela de juicio por el fraile José Pérez y el monje Romualdo Escalona, quienes dieron poca credibilidad al parentesco de la familia con los mártires además de sostener que ambos murieron en León:

D. Juan Fernandez de Boan y Temes, noble Gallego, escribió una disertacion, que trae Tamayo á 17 de Noviembre, y que está casi copiada por el P. Fr. Pedro de los Santos, Carmelita Descalzo, en la Genealogía, que escribió de S. Marcelo, en donde así el uno, como el otro pretenden, que nuestros Santos Mártires son sobrinos, y no hijos de S. Marcelo: que su padre fué Facundo, Capitan Romano, y su madre Primitiva, hermana de S. Marcelo: que fueron martirizados cerca de la antigua Ciudad Ilamada Arsacia, no lejos del rio Anceo, de donde fueron trasladados sus Cuerpos á la Catedral de Orense; y que hoy se conservan en ella. En prueba de esta opinion tan singular, solamente alegan el que cerca del rio Anceo estuvo el sepulcro de estos Santos, y que este tenia un epitafio que vió, y copió Servando, Obispo de Orense, quien, dicen, fué Confesor del último Rey de los Godos en España D. Rodrigo; y que en este epitafio se leía, que S. Facundo, y S. Primitivo habian sido martirizados en aquel sitio: in vico Arcophebeo Arsazico Galaeciæ prope flumen Ancei sub Aurelio Lucio Vero. Era CCVI. que corresponde al año de Christo 168. Añaden á esta prueba, que en la Catedral de Orense hay tradicion de que estan allí los Cuerpos de estos Santos Mártires.

[...] Los Críticos juiciosos saben bien, que fe se debe dar á semejantes relaciones. Fuera de que es moralmente imposible el componer, como quiere el Señor Boan, que S. Facundo, y Primitivo hayan sido martirizados á lo mas tardar el año de Christo 168, y el que sean sobrinos de S. Marcelo, que en la opinion asentada por los mas célebres, y críticos Historiadores fué martirizado despues del año de 280; no se hace verisimil, que el tio viviera por lo menos 112 años mas que los sobrinos hijos de su hermana. [...]

 Y es muy voluntario el efugio del Señor Boan sobre esta prueba; pues dice, que acaso quando eI Rey D. Alonso fundó, y dotó este Monasterio, traeria de Orense algunas reliquias de los Santos Mártires para adornar, y honrar esta Iglesia. Lo uno, porque en tal caso se usaria con demasiada impropiedad de las voces quorum corpora, de que usan tantos Reyes, y Señores en sus donaciones. Lo otro, porque consta de una donacion original de D. Ramiro ll., que antes que D. AIonso III. pensara en fundar este Monasterio, habia ya en el mismo sitio una Iglesia, en que eran venerados estos Santos Mártires, la que compró el Rey á sus dueños con el término en que estaba, para fundar en él este Monasterio. Y así parece mucho mas creible, que si en la Iglesia de Orense hay algunas reliquias de nuestros Santos Mártires, las llevára de aquí el Rey quando la edificó, que el que de Orense las traxera á esta Iglesia: pues en tres donaciones que hizo á este Monasterio, y á sus Santos Patronos, denota, que los creía sepultados aquí, y en la mayor lo dice claramente; y no se ve que hiciera, ni dixera otro tanto en Orense, cuya Iglesia probaria mas con una escritura auténtica en que este Rey dixera, que estaban allí Ios Cuerpos de estos Santos, que todo lo que dice el Señor Boan sobre su tradicion. Lo cierto es, que no se alega escritura alguna á favor de Ia opinion del Señor Boan, y que Ambrosio de Morales dice, que registró con cuidado el archivo de la Santa Iglesia de Orense, y que nada halló en él con que probabilizar dicha opinion. De todo lo dicho parece se infiere bien, que ciertamente es mas probable, que S. Facundo, y S. Primitivo padecieron en este pais, y estan enterrados en el Monasterio de Sahagun, que el que padecieron en Galicia, y están enterrados en Orense, como quiere el Señor Boan.: 9–11 

No obstante, en la misma época el obispo Juan Muñoz de la Cueva negó acérrimamente que el nacimiento, martirio y entierro de los santos hubiese tenido lugar en León, como ya se venía defendiendo desde hacía años; con el fin de sostener su argumentación, expuso que «si murieron en Campos, junto al rio, y Villa, que se llama Cea, en la Provincia de Leon, si fueron naturales de aquella tierra, ó ciudad y si fueron sepultados en el sitio y termino de Sahagum, es preciso suponer, como cosa cierta, y sin duda, que aquel Pais se comprehendia entonces, y era perteneciente a la Provincia antigua de Galicia. Y á esto parece que obsta ver, que todos los escriptores antiguos llaman al territorio de Campos, desde que se baxa de las Montañas de Asturias y de Leon a Palencia, la tierra de los Vaceos [...] y no hallo noticia fixa de que tuviese Galicia estension tan dilatada como algunos modernos lo procuran [...]».: 79 
Sin embargo, a día de hoy se considera que la información plasmada en la Historia de Don Servando constituye una invención por parte de Juan y de su hermano Fernando Fernández de Boán, quien fuera magistral de Badajoz y obispo de Cartagena; ambos habrían edulcorado su genealogía para dotarla de unos orígenes nobles que les permitiesen ascender en la escala social. El manuscrito, originalmente redactado en letra gótica, fue entregado en 1646 a José Pellicer por parte de Pedro para que lo transcribiese a la letra común; el que los dos principales autores del texto hubiesen sido obispos de Orense (Servando y Pedro Seguín, quien añadió la segunda parte del cronicón, el cual comprende desde el siglo viii hasta el siglo xii) no despertó en Pellicer las sospechas de fraude, lo que a su vez llevaría a que varios autores del siglo xvii diesen crédito al manuscrito. Pese a su falsedad, José António Souto Cabo defiende su importancia histórica al considerarlo «sin lugar a dudas, la producción literaria gallega que mayor fortuna conoció históricamente dentro y fuera de nuestras fronteras», añadiendo que «después de las Cantigas de Santa María, muy anterior, fue la obra relacionada con Galicia más conocida».

## Descripción

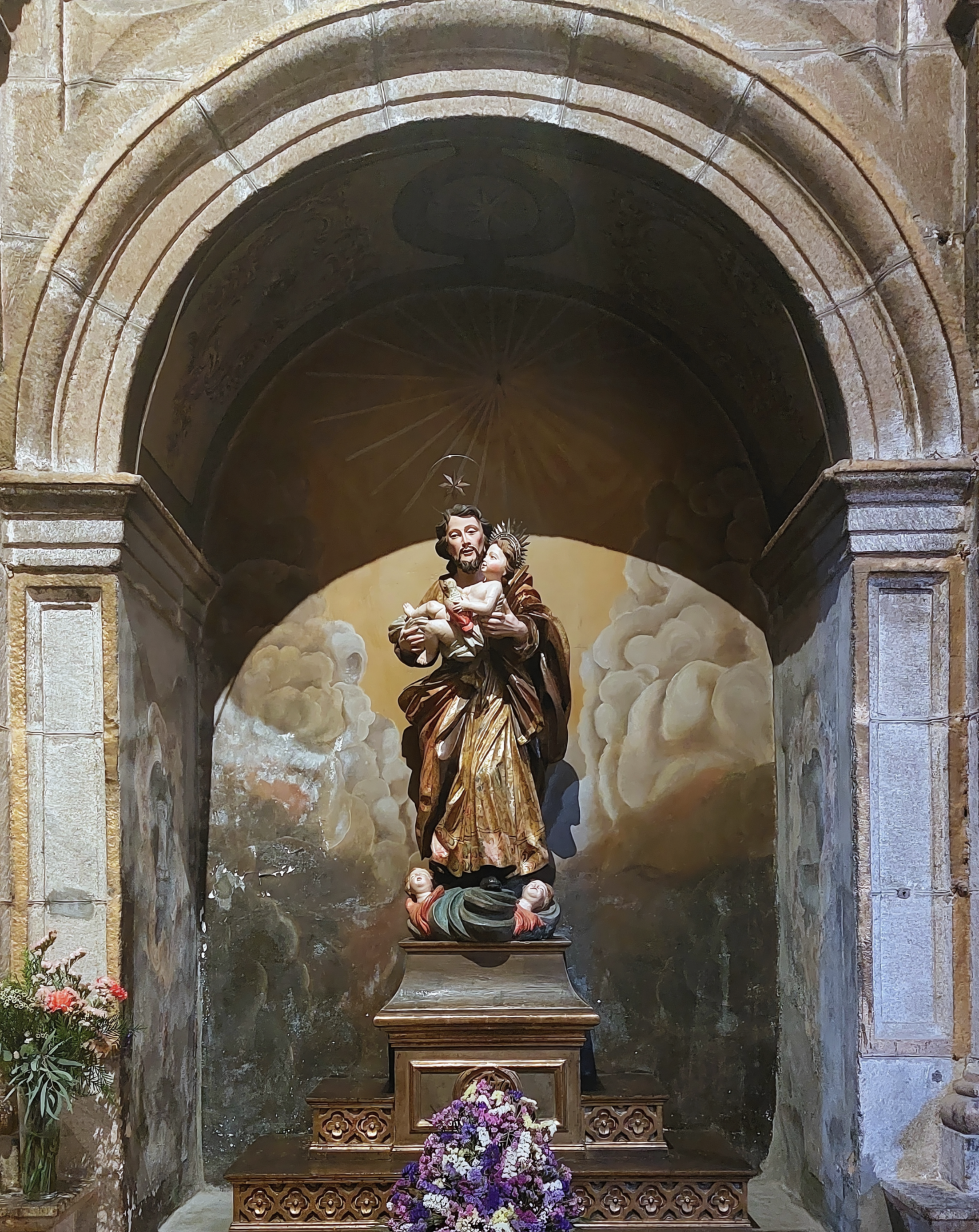
Hornacina y talla de San José.

Ubicada entre la Capilla de la Conversión de San Pablo y el sepulcro del arcediano Juan de Deza, directamente frente al retablo de los santos Facundo y Primitivo, la capilla, similar a nivel arquitectónico a la de San Antonio, consiste en un arcosolio de medio punto con siete dovelas emplazado bajo un arco, también de medio punto, y situado entre dos pilastras dóricas con estrías en vertical apoyadas en basas rectangulares de caja rehundida y con las enjutas carentes de ornamentos. Por su parte, sobre el arco destaca un friso ornamentado con tres triglifos y cuatro metopas, mientras que el conjunto se corona con un monumental frontón triangular coronado por una cruz flanqueada por dos escudos. El de la izquierda consiste en un blasón dividido en dos mitades: a la izquierda un escudo con una muralla rota en dos partes, con ondas de agua y sobre la muralla una corona surmontada de un águila bicéfala y entre las cabezas la palabra Boán, todo ello acompañado de ocho flores de lis en bordura, mientras que a la derecha figuran cinco lobos pasantes en cruz plena en el centro, dos manzanos o encinas en el primer y cuarto cuartel, y dos barras en el segundo y tercer cuartel, todo en representación de los Landecho, aunque las barras no pertenecen a este apellido, pudiendo corresponderse con los Asolo. Cabe destacar, tal y como señaló Ferro Couselo, que en el n.º 6 de la calle Santo Domingo, casi frente a la fuente de la plaza del Hierro, se ubica la Casa de Boán o Casa de Temes, en cuya fachada destacan un total de cuatro escudos, siendo el de la derecha idéntico al de la capilla salvo por el hecho de que el de la casa se corona con un sol superado por un águila volante en alusión a la fortuna hecha por los Boán en América.: 1  Por su parte, el escudo de la derecha se divide en tres cuarteles, dos a la izquierda (uno sobre otro) y uno a la derecha: en el primer cuartel figura un león junto a una torre, en el segundo tres fajas, y en el tercero una barra de plata acompañada de dos torres donjonadas de oro y aclaradas de gules, este último representativo de las armas de los Fernández. En lo que respecta a las fajas, estas constituyen la heráldica de los Rivera; a escasos metros de la Capilla de San José se halla la Capilla de la Virgen del Pópulo, fundada por Juan Pardo de Rivera y Salgado, en cuya cúspide figura un escudo donde aparece dicha heráldica. En lo tocante al primer cuartel, este muestra parte de las armas de los Deza; a la izquierda de la capilla se halla el sepulcro de Juan de Deza, arcediano de Búbal y abad de Villaza, cuyo escudo se exhibe a su vez en la fachada del n.º 14 de la plaza de las Mercedes.: 10 
Respecto a la imagen de San José que acoge la capilla, esta procede del ático del retablo de la Virgen del Carmen (hoy ocupado por una talla de San Francisco de Asís): 121  y la misma, fechada en el último tercio del siglo xviii,: 119  se halla muy próxima a la producción del escultor José Ferreiro, posible artífice de la imagen de la Virgen del Carmen que preside el mencionado retablo. La talla de San José hace gala de un barroco muy marcado tanto en la disposición del cuerpo como en el esquema plasmado en los ropajes, de profusos pliegues y cierto nivel de volumen. El santo aparece sosteniendo al Niño Jesús en una pose un tanto inestable, luciendo túnica dorada con estofado a base de palmetas, manto marrón y zapatos negros, mientras que el infante es mostrado desnudo y acariciando una paloma de alas rojizas con la mano izquierda. San José exhibe una sencilla y fina aureola en cuyo centro se yergue una estrella de ocho puntas, mientras que el Niño Jesús porta una diadema rematada por rayos curvos y rectos intercalados. A modo de escabel destacan nubes oscuras flanqueadas por las cabezas de dos rollizos querubines que miran al cielo y exhiben alas del mismo color que las alas de la paloma, sustentándose la pieza en una peana trapezoidal apoyada a su vez en unas gradas decoradas con una sucesión de flores tetrapétalas en cuyo segundo escalón se yergue un pedestal que sirve de soporte a la peana. La atribución de esta imagen a Ferreiro, propuesta por Hervella Vázquez, se sustenta en su gran parecido con otras imágenes del catálogo del escultor, como las tallas de San Marcos y San Antonio veneradas en la Iglesia de San Pedro de Muros y la imagen de San Pedro del retablo mayor del Monasterio de San Salvador de Lourenzá, con las que guarda grandes similitudes en cuanto a los pliegues de los ropajes y la disposición de las prendas, resultando llamativo el parecido de la talla del infante con el Niño Jesús de la imagen de San Antonio custodiada en el Convento de San Francisco de Santiago de Compostela.

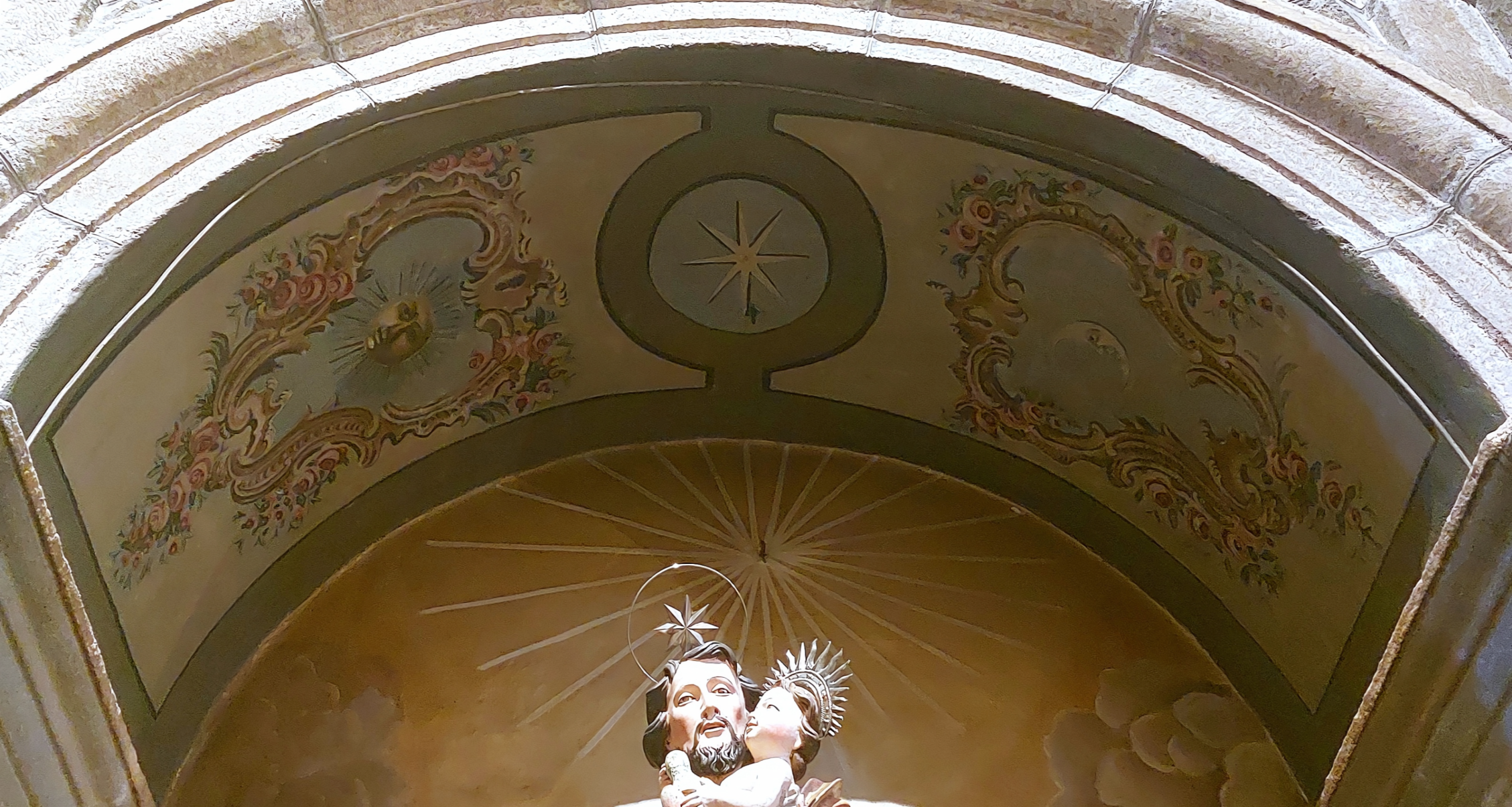
Intradós.

Mención aparte merece la ornamentación de la hornacina o nicho donde se cobija la talla titular; esta posee una rica aunque muy deteriorada decoración pictórica de estilo marcadamente rococó, si bien la misma ha sido calificada como una obra de «poca importancia» por González García, antiguo delegado de patrimonio de la diócesis.: 50  El fondo del nicho alberga motivos ornamentales a base de nubes en tonos marrón claro sobre un cielo anaranjado en cuya parte superior se muestra un rompimiento de gloria; la presencia de un elemento de sujeción en el centro del resplandor indica la más que probable ubicación con anterioridad de una paloma en representación del Espíritu Santo puesto que originalmente esta capilla mostraba una escena de la Anunciación, lo que a su vez deja patente que la policromía es anterior a la llegada de la imagen de San José. En lo tocante al intradós, aquí aparecen en el centro una estrella de ocho puntas dentro de un círculo y a izquierda y derecha un sol y una media luna, ambos cercados por un elaborado marco de clara inspiración rococó; esta iconografía, por lo general representada en el episodio de la Crucifixión, muestra la naturaleza humana y a la vez divina de Jesús: concretamente, el sol simboliza la llegada del Salvador, quien al igual que un astro vendría a «iluminar» Israel tal y como defendían Isaías y Malaquías, con San Agustín refiriéndose a Cristo como «Noster sol justiciae Christus».: 75  Por su parte, la luna simboliza la maternidad divina y la protección maternal, ahora representada por el padre putativo de Jesús, además de constituir la luz que brilla en la oscuridad de la noche y sirve de guía a los viajeros. Sumado a lo anterior, ambos astros podrían estar haciendo alusión al eclipse solar producido durante la Anunciación; originalmente, para escenificar este episodio bíblico, se hallaban en la hornacina imágenes de San Gabriel y la Virgen María, tallas fechadas en el siglo xviii y cercanas al taller de Francisco de Castro Canseco que hoy día se hallan en el paramento occidental de la sección sur del transepto, directamente encima de un altar dedicado a Santa Eulalia y próximas a un retablo presidido por las imágenes de San Sebastián y San Roque.: 57  Por último, los muros laterales de la hornacina exhiben marcos idénticos a los del intradós, albergando el de la izquierda una torre y el de la derecha un cuenco con agua. La torre podría estar haciendo alusión a dos títulos con los que se denomina a la Virgen en las letanías (Torre de David y Torre de Marfil), mientras que el cuenco con agua vendría a simbolizar la pureza de María y el bautismo, si bien tras el cambio de imágenes ambos elementos, hoy muy deteriorados, perdieron su significado del mismo modo que las pinturas del intradós. La causa del deplorable estado de la policromía, desprendida en varias zonas (sobre todo en el fondo y en los laterales), tiene su origen ya a principios del siglo xviii, época en que los problemas de humedad empezaron a causar estragos en la girola por el hecho de hallarse esta parte de la catedral a un nivel inferior con respecto al pavimento exterior. De acuerdo con una queja del cabildo con fecha del 7 de septiembre de 1709:

Acordose que respecto el señor obispo acaba la visita de la catedral y hay las capillas del trascoro que están muy mal reparadas y otros a que pretenden derecho algunos seglares, que el señor Amoeiro instruía a su Ilustrísima de ello y otras fundaciones para que se dé cumplimiento a su reparo y se asiente la obligación para quien está su adorno y se acompañe del señor Salamanca.

## Galería de imágenes

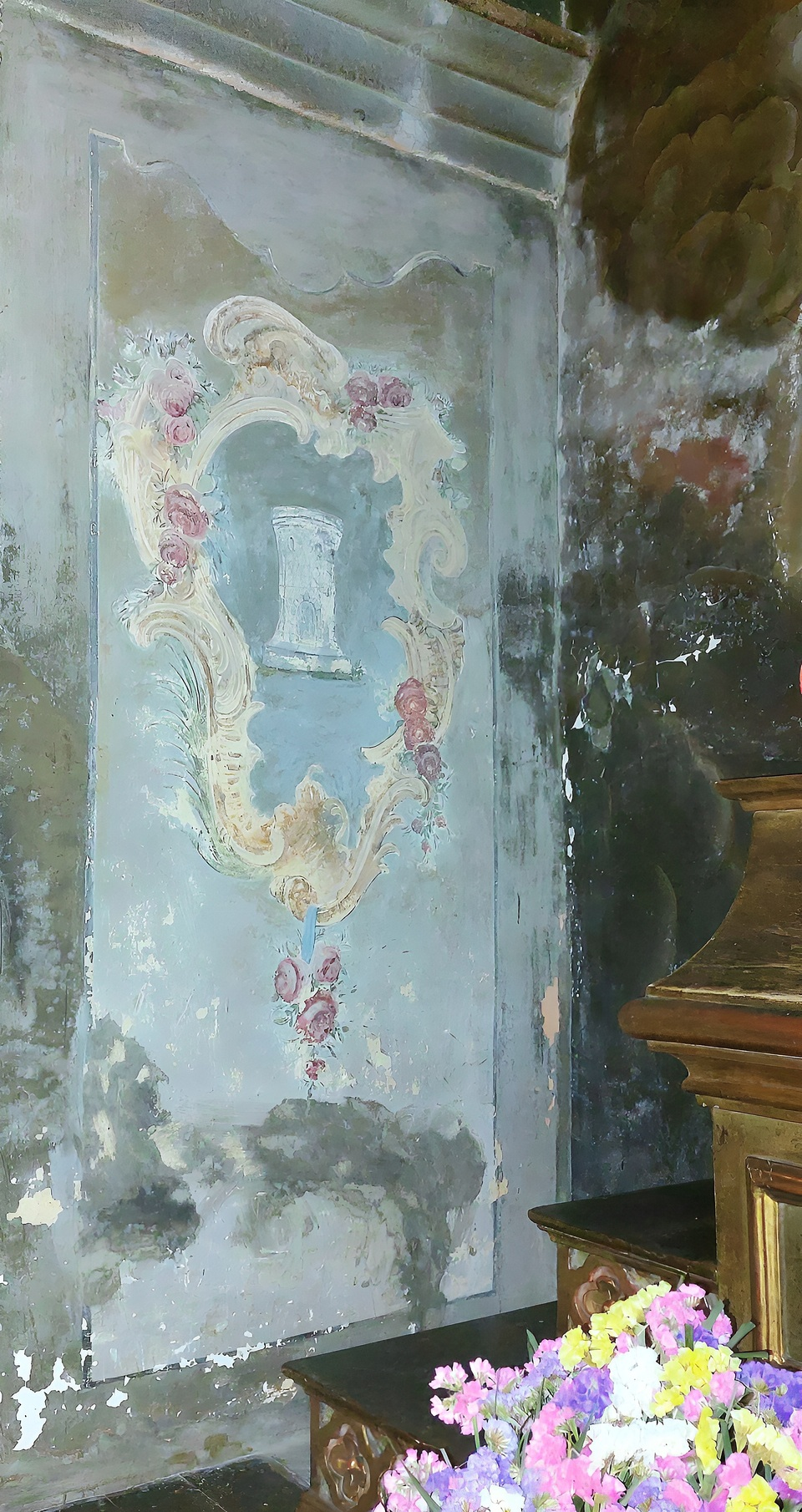
Lateral izquierdo.
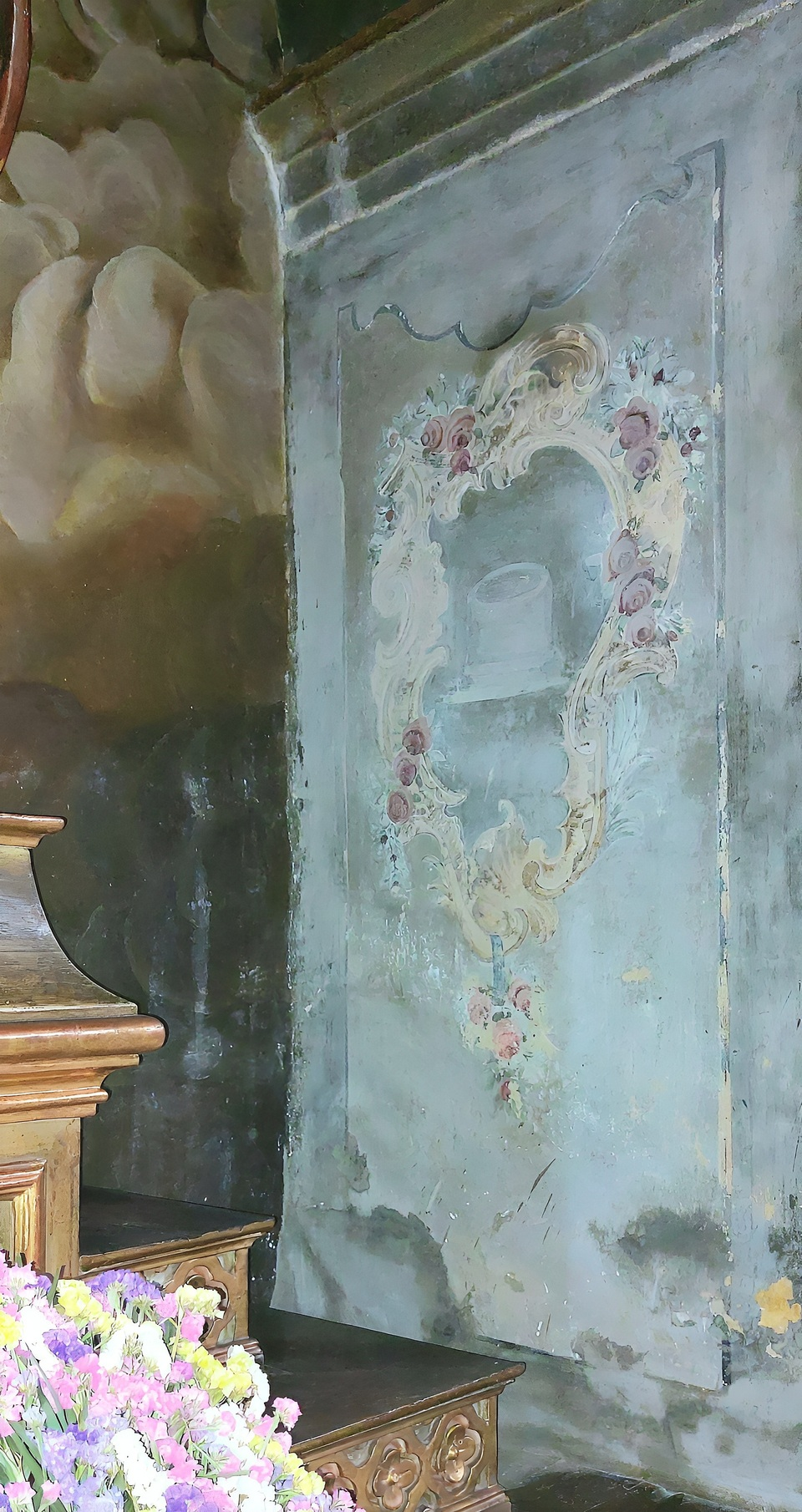
Lateral derecho.
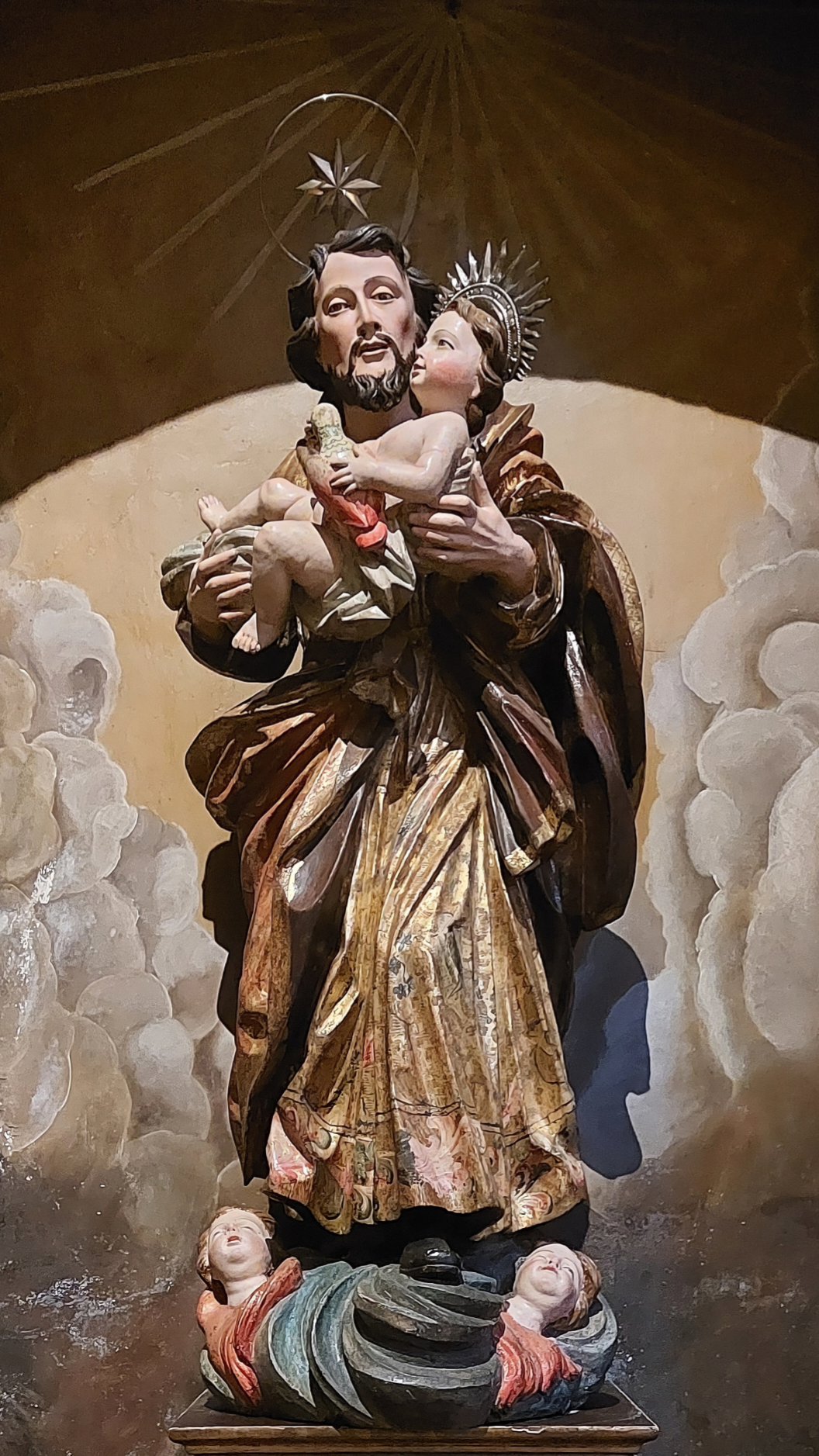
Talla de San José.
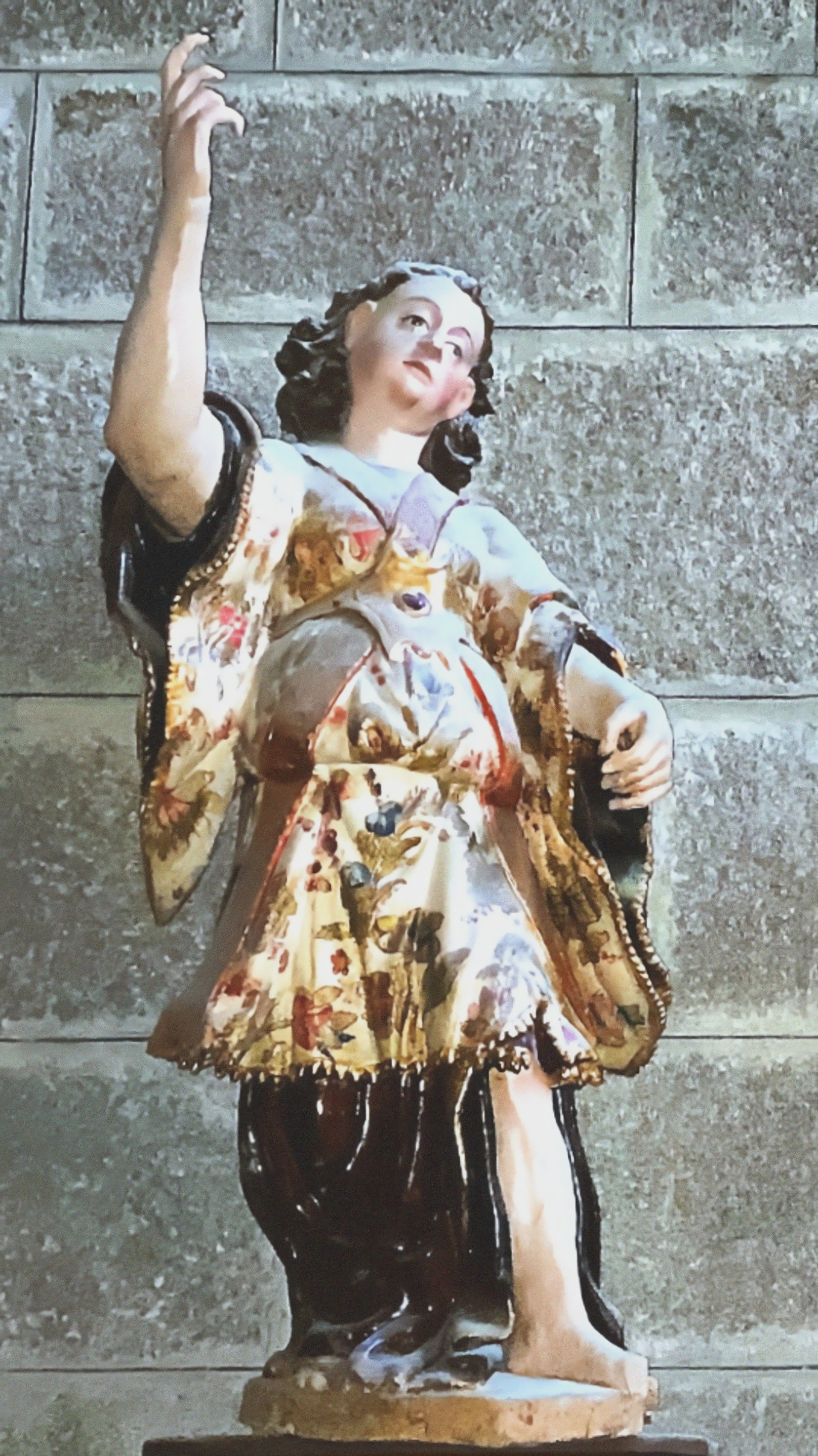
Talla de San Gabriel.
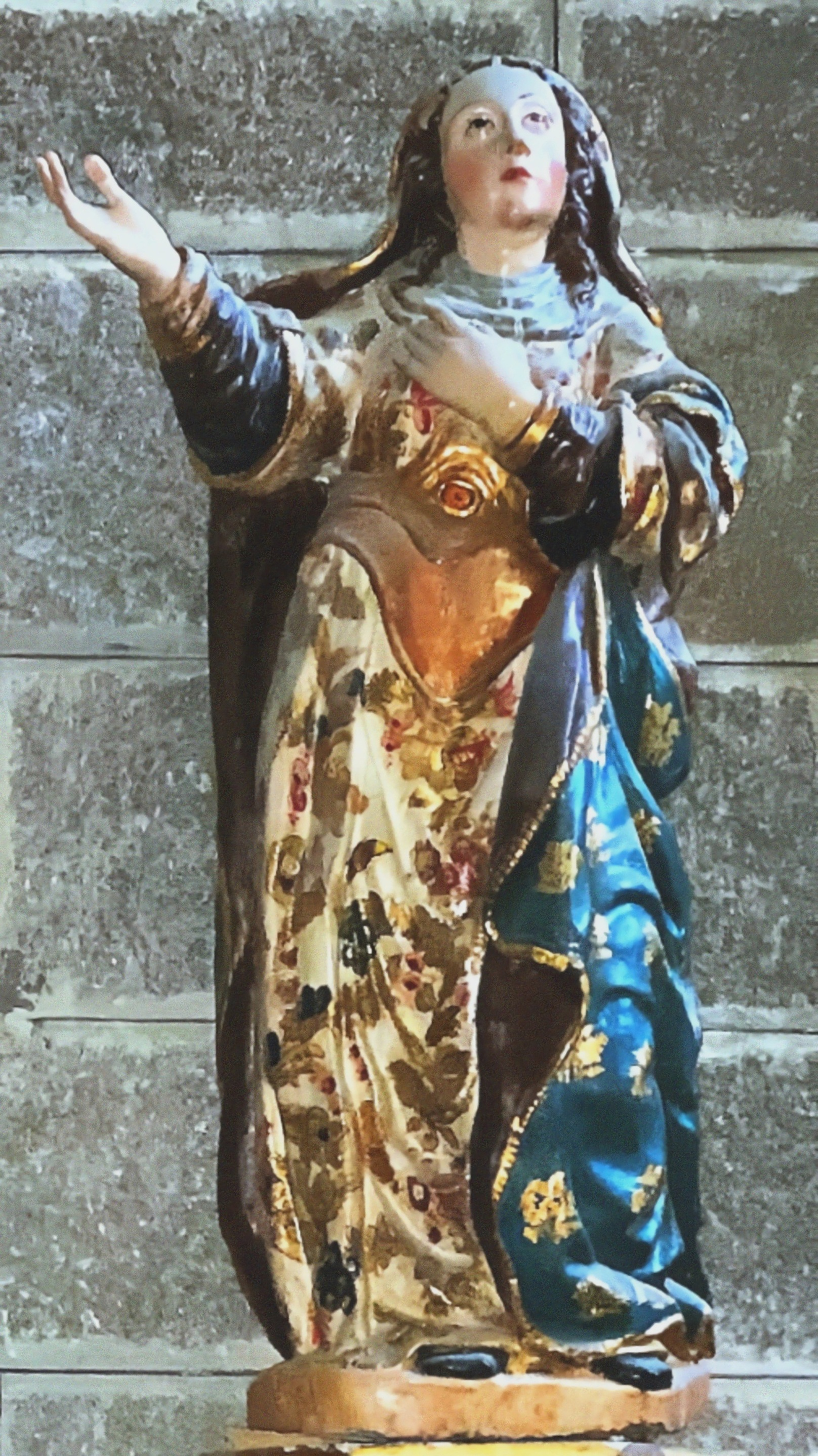
Talla de la Virgen María.